# ヤン・ゴンダ
ヤン・ゴンダ（姓はホンダとも）（Jan Gonda、1905年4月14日 - 1991年7月28日）は、オランダのインド学者。古代インドの言語と宗教の研究者として知られる。

## 生涯
ゴンダはゴーダに生まれ、ユトレヒト大学で西洋古典学を専攻し、このときウィレム・カーランドにサンスクリットなどを学んだ。1929年に印欧語の語根 *deik- に関する論文で博士の学位を得た後、ライデン大学でインドネシアの諸言語について研究した。
カーランドの没後、1932年にユトレヒト大学のサンスクリット教授に就任した。同年マレー語およびジャワ語学・文学の教授も兼任した（1950年まで）。1976年に退官したが、その後も1991年に没するまで著作の執筆と出版を続けた。
没後、オランダ王立芸術科学アカデミー内にインド研究のためのゴンダ基金が設けられた。

## 主な著書
ゴンダは著書70冊をはじめとする総数720点の著述を残している。言語もオランダ語・ドイツ語・フランス語・英語と多様である。初期の著書はインドネシアおよびサンスクリット文法に関するものが多い。1950年代以降はインド研究に専念し、ヴェーダの宗教の研究の比重が高くなっていった。
- Kurze Elementar-Grammatik der Sanskrit-Sprache. Mit Übungsbeispielen, Lesestücken und einem Glossar. Leiden: Brill. (1941)
  - 日本語訳 鎧淳 訳『サンスクリット語初等文法―練習題、選文、語彙付』春秋社、1974年、新版1989年。ISBN 9784393101087。

ゴンダのサンスクリット文法書はドイツ語で書かれ、1941年に初刊出版され、度々改訂された。1966年にフランス語と英語、1974年に日本語（辻直四郎校閲）、1982年にスペイン語に翻訳された。この梵語文法書は演習問題が充実しているため、授業で使われることが多い。
- A Sanskrit Reader, containing seventeen Epic and Purānic texts. Utrecht: Oosthoek. (1935)
  - 日本語訳 鎧淳 訳『サンスクリット叙事詩・プラーナ読本』法藏館、1995年。

この授業用読本は英語で書かれ、日本語訳されたものである。
- Inleiding tot het Indische denken. Antwerpen: Standaard-Boekhandel. (1948)
  - 日本語訳 鎧淳 訳『インド思想史』冨山房、1981年。新版・中公文庫 1990年、再訂・岩波文庫 2002年

この『インド思想史』はオランダ語で書かれ、日本語訳は度々再刊されている。
- Sanskrit in Indonesia. Nagpur: International Academy of Indian Culture. (1952)

ゴンダは長期にわたってジャワ語文献の研究を行い、1952年には大著『インドネシアのサンスクリット』を出版した。
- A History of Indian Literature. Wiesbaden: Otto Harrassowitz. (1973-1987)

ゴンダは『インド文献史』全10巻（30冊）の総編集者であり、その第1巻（ヴェーダ、2冊）を執筆した。
- Selected Studies of Jan Gonda. Brill. (1975,1991)

1975年に70歳を記念して5巻からなる論文集が出版された。没後に第6巻（2冊）が追加出版された。